# Kyle Larson
Kyle Miyata Larson (Sacramento, California, 31 de julio de 1992), conocido como Kyle Larson, es un piloto estadounidense de automovilismo. Desde 2014 compite en la Copa NASCAR, donde ha logrado más de 30 victorias y el título de 2021 con Hendrick Motorsports. Por otra parte, también ha competido en IndyCar Series y resistencia, donde logró la victoria absoluta en las 24 Horas de Daytona 2015 con Chip Ganassi Racing.

## Carrera deportiva

### Inicios

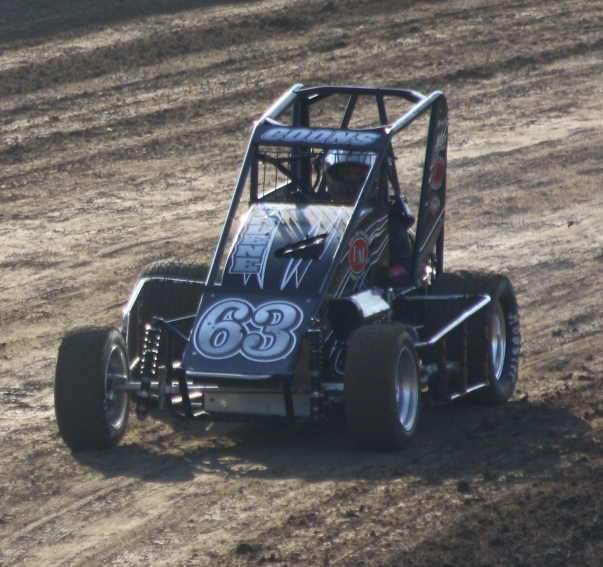
Larson conduciendo un midget en 2012.

Larson asistió a su primera carrera con sus padres una semana después de su nacimiento, y comenzó a correr a la edad de siete años en karts.  Como adolescente corrió en competencias de monoplazas, incluido la USAC midget, Silver Crown y sprint cars, compitiendo para Keith Kunz Motorsports y Hoffman Racing con apoyo de Toyota,  el también compitió en el World of the Outlaws.
Ganó el Cuatriple Corona Nacional en Eldora Speedway en, ganando en los tres tipos de coches USAC en una sola noche (midget, Silver Crown, y sprint-cars) siendo el segundo piloto en la historia en lograrlo. En 2012, ganó seis carreras de la USAC Midget como el Turkey Night Grand Prix.

### NASCAR
A pesar de que expresó su interés por la IndyCar, Larson fue fichado para la temporada de carreras de 2012 por Earnhardt Ganassi Racing (EGR) como parte del programa de desarrollo de pilotos del equipo. En febrero de 2012, en el Pete Orr Memorial Orange Blossom 100 100 en New Smyrna Speedway, Larson hizo su debut en un stock car, y ganó la carrera, liderando la última vuelta de la carrera. Como parte del programa de desarrollo de EGR, Larson compitió para Revolution Racing en el NASCAR K&N Pro Series del Este, una antesala de las tres series nacionales. En su primera temporada en la serie NASCAR, Larson ganó el campeonato de la Serie K&N Pro del Este, con dos victorias y doce top 10 en 14 carreras, y fue nombrado Novato del Año de la serie. Además, él disputó cuatro carreras para Turner Motorsports conduciendo una Chevrolet en la Camping World Truck Series, logrando en ellas 3 top 10, y estuvo muy cerca de ganar en Phoenix, donde terminó segundo.
En 2013, se unió al equipo Turner Scott Motorsports para disputar una temporada completa en la Nationwide Series, conduciendo el Chevrolet Camaro n.º 32. En su primera carrera en la categoría, en Daytona, Larson se vio involucrado en un accidente en la última vuelta de la carrera, donde su auto tomó vuelo y en el impacto varias partes del automóvil salieron volando, incluyendo el motor y una rueda, lesionando algunos espectadores. Segundos después del accidente, Larson pudo salir del automóvil ileso. Larson acumuló 9 top 5 (del que se destacan cuatro segundos puestos) y 17 top 10 en 33 carreras disputadas, pero en combinación con 7 carreras inacabadas terminó octavo en la temporada, pero se llevó el título de novato del año de la categoría. También disputó dos carreras de la Truck Series con una Chevrolet de Turner Scott, consiguiendo su primera victoria en la categoría en Rockingham y un segundo puesto en Eldora, y debutó en la Copa NASCAR al disputar cuatro carreras para Harry Scott Jr., logrando como mejor resultado un 15º puesto.
En 2014 Larson compitió en la Copa NASCAR con Chip Ganassi Racing conduciendo la Chevrolet n.º 42, reemplazando a Juan Pablo Montoya. Obtuvo 8 top 5 y 17 top 10, de modo que terminó 17° en la tabla de pilotos y logró el título de Novato del Año de la categoría. Por otro lado, Larson consiguió 2 victorias y 14 top 5 en la Nationwide Series en 28 carreras, y un segundo puesto en 3 carreras en la Truck Series.
En la temporada 2015, Larson quedó fuera de la Caza por la Copa; en total logró 2 top 5 y 10 top 10, concluyendo 19° en la tabla general. En tanto en la Xfinity Series, disputó menos carreras que la temporada pasada, logrando un triunfo y 4 top 5 en 14 carreras, y en la Truck Series logró un séptimo lugar en Chicago.
En 2016, obtuvo su primera victoria en la Copa NASCAR en Míchigan 2, que además le dio el pase a la Caza. Eliminado en primera ronda, concluyó noveno en el campeonato con 10 top 5. Por otro lado, en la NASCAR Xfinity Series cosechó 2 triunfos y 11 top 5 en 16 participaciones, y en la NASCAR Truck Series, ganó una carrera y 3 top 5 tres disputadas.
Larson consiguió cuatro victorias en la Copa NASCAR 2017 en Fontana, Míchigan 1, Míchigan 2 y Richmond 2, mientras que acumuló ocho segundos puestos. Sin embargo, sufrió un abandono en Kansas 2, quedando eliminado en la segunda ronda de la postemporada y resultó octavo en el campeonato con 15 top 5. En 2018 Larson alcanzó la segundo ronda de la postemporada y resultó noveno en el campeonato tras acumular 12 top 5. En la temporada siguiente, Larson llegó a la tercera ronda de los playoffs, consiguiendo una victoria en Dover, y finalizando séptimo con ocho arribos entre los cinco mejores.
En 2020, Larson empezó con tres top 10 en las primeras cuatro carreras de la Copa NASCAR. Sin embargo, se vio involucrado en una polémica durante una carrera virtual de iRacing, cuando dijo la palabra nigger en el chat de voz. NASCAR tomó la decisión de suspenderlo indefinidamente, patrocinadores como McDonald's, CreditOne Bank y Chevrolet terminaron sus patrocinios con él, y el equipo Chip Ganassi lo despidió.

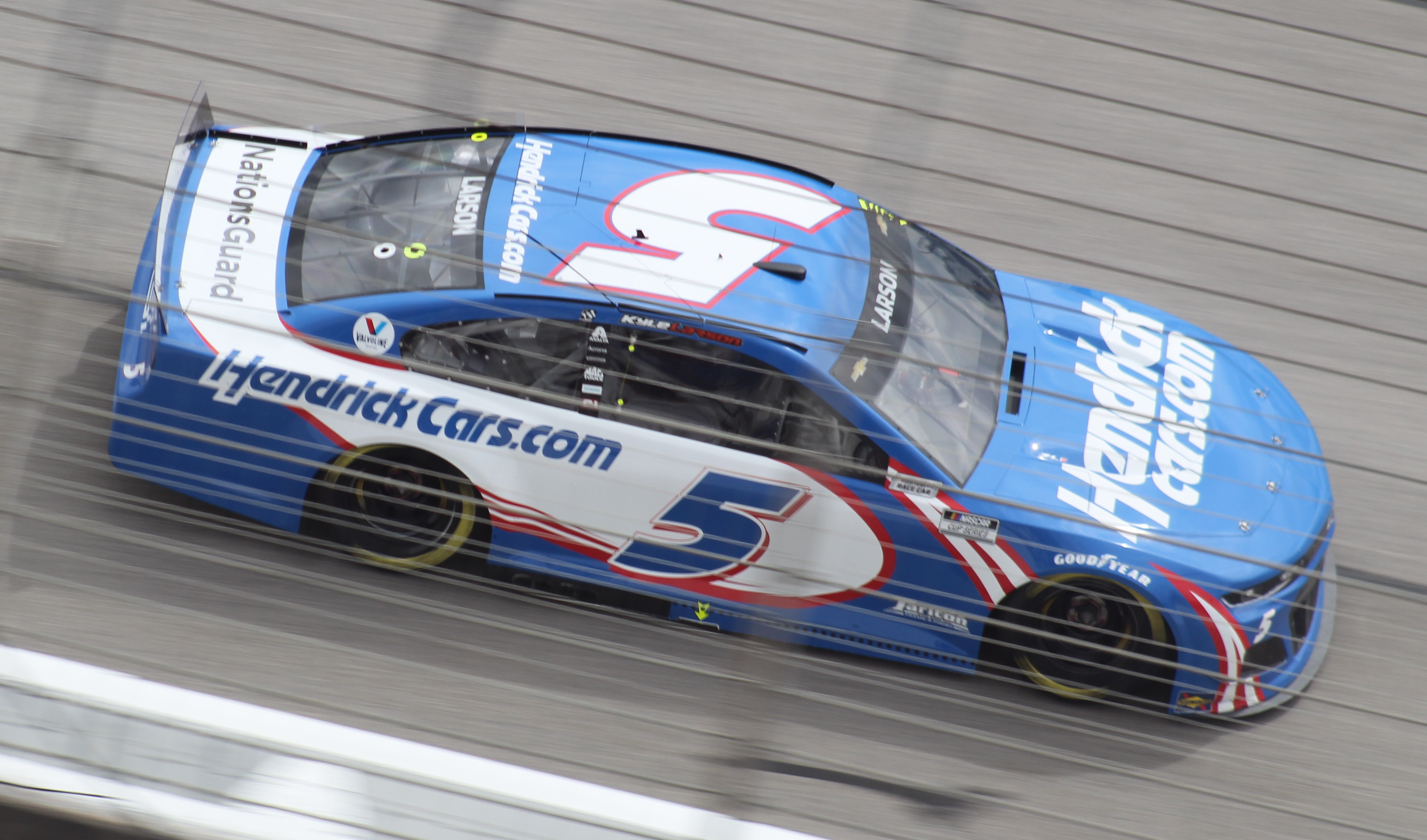
Larson en Atlanta 2021.

Fue contratado por el equipo Hendrick Motorsports para correr en la temporada de 2021 de la NASCAR Cup Series. El 7 de marzo, en la cuarta carrera del año, celebrada en Las Vegas, consiguió su primera victoria con Hendrick. En mayo ganó la Coca-Cola 600 y en junio las dos fechas siguientes en Sonoma y Nashville, además de la All-Star Race en Texas. En agosto venció en Watkins Glen. Ya dentro de los play-off, ganó en Bristol (ronda de 16), Charlotte Roval (ronda de 12), Texas y Kansas (ronda de 8). Por último, Larson logró su décima victoria en la temporada en la carrera definitoria del campeonato en Phoenix, delante de los otros contendientes al campeonato Martin Truex Jr., Denny Hamlin y Chase Elliott, logrando así su primer título en la NASCAR.
En 2022, logró la victoria en Fontana y luego ganó en Watkins Glen. Fue eliminado en los playoffs en la ronda de 12, tras un mal resultado en el Charlotte Roval, aunque ganó luego Homestead y fue séptimo en el campeonato.
En 2023, Larson consolidó una buena etapa regular con victorias en Richmond, Martinsville, además de la All-Star en North Wilkesboro. En playoffs, ganó en Darlington y Las Vegas, asegurándose su pase a la fecha final de definición. En Phoenix, fue vencido por el otro contendiente Ryan Blaney, debiéndose conformar con el subcampeonato.
En 2024, Larson volvió a destacarse con seis victorias, incluyendo triunfos en Las Vegas, Kansas (por apenas 0.001s), Sonoma e Indianapolis. También se impuso en Bristol y Charlotte Roval dentro de los playoffs. A pesar de esto, quedó fuera de la definición en la ronda de 8, donde logró un solo top 10.

### Otras competencias
Fuera de la NASCAR, el piloto fue invitado por Ganassi a disputar las 24 Horas de Daytona del United SportsCar Championship 2015 junto a Jamie McMurray, Scott Dixon y Tony Kanaan, logrando la victoria absoluta al volante de un prototipo Riley-Ford. El cuarteto volvió a disputar la carrera en 2016, pero resultó 13º en la general. Ya había competido en esta carrera en 2014, y lo volvió a hacer en 2016.
En 2024 y 2025, compitió en las 500 Millas de Indianápolis a bordo de un monoplaza de la colaboración McLaren-Hendrick. En su primera participación, finalizó 18.º. La carrera se disputa horas antes que la Coca-Cola 600 de NASCAR, por lo que Larson debió tomar un vuelo rápido para ser parte de ambas.